# Gornja Badanja
Gornja Badanja (em cirílico: Горња Бадања) é uma vila da Sérvia localizada no município de Loznica, pertencente ao distrito de Mačva, na região de Podrinje Jadar. A sua população era de 472 habitantes segundo o censo de 2011.

## Demografia
| 1948  | 1953  | 1961  | 1971  | 1981 | 1991 | 2002 | 2011 |
| ----- | ----- | ----- | ----- | ---- | ---- | ---- | ---- |
| 1 324 | 1 289 | 1 246 | 1 077 | 901  | 688  | 598  | 472  |